# Transports en Pologne

Autoroutes et routes principales de Pologne

Le transport en Pologne repose sur la route, le chemin de fer, les voies d'eau et les moyens aériens. La part du transport dans le produit intérieur brut atteint 3,2 %, et le secteur emploie 545 000 personnes à la fin des années 1990. La part du rail est prépondérante avec 51 % du total.

## Transport routier
Les autoroutes représentent 1 330 km, et les voies express 1 144 km en 2012. La Pologne a implémenté des standards de qualité des carburants et des normes d'émissions de polluants conformément aux directives européennes.

## Transport ferroviaire
Le réseau ferroviaire est très développé, et représente 19 837 km de voies ferrées.

## Transport par voie d'eau
La Pologne a 3 997 km de rivières navigables et de canaux (en 2009).
La marine marchande représente 57 navires. Les principaux ports maritimes sont Gdansk, Gdynia  et Swinoujscie. Le principal port fluvial est Szczecin (sur l'Oder).

## Transport aérien

Principaux aéroports de Pologne

La Pologne a 126 aéroports et 6 héliports en 2013. La principale compagnie aérienne est LOT Polish Airlines, qui a son hub principal à l'Aéroport Frédéric Chopin de Varsovie. Il existe par ailleurs des compagnies charter, comme Bingo Airways ou Enter Air.